# فابيان هيربيرس
فابيان هيربيرس (بالألمانية: Fabian Herbers)‏ (17 أغسطس 1993 بآهاوس في ألمانيا - ) هو لاعب كرة قدم ألماني في مركز الهجوم. لعب مع فيلادلفيا يونيون وبثلهام ستييل.

## وصلات خارجية
- فابيان هيربيرس على موقع الدوري الأمريكي (الإنجليزية)
- فابيان هيربيرس على موقع قاعدة بيانات كرة القدم.إي يو (الإنجليزية)
- فابيان هيربيرس على موقع Soccerbase.com (لاعب) (الإنجليزية)
- فابيان هيربيرس على موقع Soccerway.com (الإنجليزية)
- فابيان هيربيرس على موقع عالم كرة القدم.نت (الإنجليزية)
- فابيان هيربيرس على موقع AS.com (الإسبانية)